# 灵川丽蛛
灵川丽蛛（学名：Chrysso lingchuanensis）为球蛛科丽蛛属的动物。在中国大陆，分布于广西、广东等地，常栖息于银杏树上或旧蜂巢内。该物种的模式产地在广西灵川。